# لیندا بوید
لیندا بوید (انگلیسی: Lynda Boyd؛ زادهٔ ۲۸ ژانویهٔ ۱۹۶۵) بازیگر، خواننده، رقصنده، موسیقی‌دان و نویسنده کانادایی است. او به خاطر ایفای نقش در فیلم‌های مقصد نهایی ۲ (۲۰۰۳)، یک زندگی ناتمام (۲۰۰۵) و این دختر همان مرد است (۲۰۰۶) شناخته شده‌است. بوید نقش‌های فرعی در من جاسوس (۲۰۰۲) و سریع و خشمگین: توکیو دریفت (۲۰۰۶) داشت. او همچنین صداپیشگی کلن را در رانما ۱/۲ بر عهده داشته‌است.

## گزیده فیلم‌شناسی

### فیلم
| سال  | عنوان                      | نقش          | یادداشت         |
| ---- | -------------------------- | ------------ | --------------- |
| ۲۰۰۰ | مأموریت به مریخ            | همسر ناسا    |                 |
| ۲۰۰۱ | استخوان‌ها                  | نانسی        |                 |
| ۲۰۰۲ | من جاسوس                   | ادنا         |                 |
| ۲۰۰۳ | مقصد نهایی ۲               | نورا         |                 |
| ۲۰۰۴ | بالاترین نمره              | مادر آنا     |                 |
| ۲۰۰۵ | یک زندگی ناتمام            | کیتی         |                 |
| ۲۰۰۶ | این دختر همان مرد است      | شریل         |                 |
| ۲۰۰۶ | سریع و خشمگین: توکیو دریفت | خانم بوسول   |                 |
| ۲۰۰۸ | یک داستان سیندرلایی دیگر   | ایوی پارکر   | مستقیم به ویدئو |
| ۲۰۰۸ | ضربه محکم ۳: لیگ نوجوانان  | برنی         | مستقیم به ویدئو |
| ۲۰۰۹ | آسیب                       | ورونیکا      |                 |
| ۲۰۱۰ | جکوزی ماشین زمان           | منشی آدام    |                 |
| ۲۰۱۰ | رامونا و بیزوس             | مادر سه‌قلوها |                 |
| ۲۰۱۵ | روزگار آدلین               | ریگان        |                 |
| ۲۰۱۹ | بازی با آتش                | پتی          |                 |
| ۲۰۲۱ | الماس‌های شکسته             | مامان        |                 |

### تلویزیون
| سال        | عنوان                | نقش                | یادداشت                           |
| ---------- | -------------------- | ------------------ | --------------------------------- |
| ۱۹۹۳، ۱۹۹۵ | پرونده‌های ایکس       | الیزابت            | قسمت‌های: «آتش» و «اف. اماسکولاتا» |
| ۱۹۹۶       | نسل ایکس             | آلیسیا لی          | فیلم تلویزیونی                    |
| ۱۹۹۸       | جوخه سرد             | برندا              | قسمت: «جنین الستون»               |
| ۲۰۰۱       | بخش فوریت‌های پزشکی   | دبورا              | قسمت: «تکه‌ای از ذهن»              |
| ۲۰۰۲       | منطقه نیمه‌روشن       | پرستار             | قسمت: «یک شب در رحمت»             |
| ۲۰۰۴       | اسمالویل             | خانم بیکر          | قسمت: «وسواس»                     |
| ۲۰۰۴       | واژه ال              | فیونا شاو          | قسمت: «گوش کن»                    |
| ۲۰۰۶       | اساتید وحشت          | کارولین            | قسمت: «کلمه وی»                   |
| ۲۰۰۷       | کوسه                 | مایا اسنایدر       |                                   |
| ۲۰۰۷       | پرونده سرد           | کارولاین دراتون    | قسمت: «مرگ خوب»                   |
| ۲۰۰۸       | واژه ال              | ایزابل هالزی       | قسمت: «مراقب باش! آنها می‌آیند»    |
| ۲۰۰۹       | قاتل مو              | مارسیا رابینسون    | فیلم تلویزیونی                    |
| ۲۰۰۹       | غیب‌گو                | خانم آنی           |                                   |
| ۲۰۱۳       | سوپرنچرال            | دکتر جنیفر اوبراین | قسمت: «تب پک-من»                  |
| ۲۰۱۵       | ندای دل              | گریس تاچر          | ۶ قسمت                            |
| ۲۰۱۶–۲۰۱۵  | ارو                  | فدرا نیکسون        | ۳ قسمت                            |
| ۲۰۱۷       | ستاره حلبی           | رندی               | ۸ قسمت                            |
| ۲۰۲۰       | سوپرنچرال            | مویرا / فورتونا    | قسمت: «قماربازان»                 |
| ۲۰۲۰       | سوپرگرل              | خانم تشماخر        | ۲ قسمت                            |
| ۲۰۲۰       | تسخیرشدگی عمارت بلای | جودی               | قسمت: «راهی که آمد»               |